# Radvision
Radvision Ltd., fondée en 1992, qui fournit des produits technologiques pour la vidéoconférence, la visiophonie et le développement de services de voix convergentes, vidéo et données sur réseaux IP et 3G.
La société était cotée au Nasdaq avec le code RVSN et a été retirée lors de son rachat par Avaya en 2012.

## Histoire

### Début et gestion
En mars 2000, Radvision fait son introduction en bourse sur le NASDAQ et réussit à lever 76 millions de dollars. À la fin de l'année 2000, Gadi Tamari remplace Ami Amir et à partir de janvier 2006, Boaz Raviv assume le rôle de PDG, jusqu'à ce que la société soit acquise par Avaya en juin 2012.

### Activités technologiques
Vers la fin des années 2000, Radvision crée une unité technologique chargée du développement d'infrastructures logicielles, d'outils de test et de services de voix convergentes, vidéo et données sur les réseaux IP et 3G. En 2001, l'entreprise a élargi sa gamme de produits en ajoutant un support complet pour les protocoles SIP, en plus du protocole H.232 qui dominait le marché à l'époque. La même année, Radvision signe un accord avec Texas Instruments pour intégrer MEGACO/H.248 dans les solutions de téléphones IP et les passerelles VoIP destinées aux bureaux résidentiels et aux petits bureaux à domicile. Radvision adopte la technologie IMS en 2006 et signe un accord de licence avec Microsoft pour fournir des outils compatibles avec Live Communications Server basés sur le protocole SIP et en 2010, l'entreprise établit un partenariat avec Microsoft. La même année, Radvision collabore avec Samsung pour développer un moniteur LCD multimédia pour la vidéoconférence HD.

### Activités vidéo
RADVISION s'est rapidement positionnée comme un acteur majeur dans le domaine de la vidéoconférence. En 1993, elle a développé une technologie innovante permettant le transfert en temps réel de vidéos sur des réseaux IP. L'année suivante, en 1994, RADVISION a introduit une passerelle vidéo reliant les réseaux IP et RNIS, ouvrant ainsi la voie à des communications vidéo avancées. En 1996, l'entreprise a présenté sa gamme de solutions de visioconférence viaIP, suivie de l'introduction d'un système de portier (Gatekeeper system ECS) en 1998.
Au début de l'année 2001, RADVISION a collaboré avec Cisco pour lancer une gamme de produits de visioconférence basés sur sa technologie. En 2006, elle s'est également associée à Lifesize (en) pour collaborer sur les communications vidéo haute définition. Parallèlement, elle a implanté des systèmes de visioconférence dans les réseaux de grands fournisseurs de services. En 2010, RADVISION a établi un nouveau partenariat stratégique avec Microsoft pour développer une puissante combinaison de solutions matérielles et logicielles intégrées à Microsoft Lync.
En tant que pionnier dans le domaine des passerelles technologiques, RADVISION a lancé en 2007 le SCOPIA 3G Video Gateway, devenant ainsi le premier produit sur le marché dans l'industrie émergente de la 3G. En 2012, RADVISION a enrichi son offre de visioconférence avec la suite SCOPIA (en), qui s'est affirmée comme l'un des systèmes de visioconférence HD les plus performants de sa catégorie.

### Fusions et acquisitions
RADVISION a également étendu ses activités par le biais de fusions et acquisitions. En 2004, elle a acquis Visionex, une entreprise chinoise, ainsi que sa plateforme de gestion IView. Cette acquisition a permis à RADVISION de renforcer sa présence sur le marché de la visioconférence, en particulier dans le domaine des solutions de gestion.
En 2005, RADVISION a fait l'acquisition de FVC.com, une entreprise spécialisée dans la visioconférence, et de son produit logiciel Click to Meet anciennement CU-seeME (en). Cette acquisition a renforcé la gamme de produits de RADVISION et lui a permis de proposer des solutions plus complètes aux posts de travail.
En 2009, une acquisition majeure s'est produite lorsque Cisco a acquis le concurrent de RADVISION, Tandberg, pour un montant d'environ 3.3 milliards de dollars. Cette acquisition a eu un impact significatif sur l'industrie de la visioconférence et a ouvert de nouvelles opportunités pour RADVISION en renforçant sa position sur le marché mondial.
En 2010, RADVISION a poursuivi sa stratégie d'acquisition en achetant les actifs de la société italienne AETHRA. Cette acquisition a permis à RADVISION d'élargir son portefeuille de produits en ajoutant des systèmes de salle de visioconférence de haute qualité. Cela a renforcé sa position sur le marché et a permis de répondre aux besoins des clients avec une offre plus complète SCOPIA (en).
Finalement, en 2012, RADVISION a été rachetée par Avaya, une entreprise spécialisée dans les communications unifiées d'entreprise. Cette acquisition a ouvert de nouvelles perspectives pour RADVISION en matière de développement de solutions de communication intégrées et a renforcé sa position sur le marché en bénéficiant des ressources et de l'expertise d'Avaya.

## Emplacements
RADVISION a son siège social en Israël avec des bureaux aux États-Unis, Royaume-Uni, Brésil, Inde, Hong Kong, Japon, Corée, Chine et Singapour.